# Корнеев, Григорий Иванович
Григо́рий Ива́нович Корне́ев (1902—1944) — капитан Рабоче-крестьянской Красной Армии, участник Великой Отечественной войны, Герой Советского Союза (1944).

## Биография
Григорий Корнеев родился в 1902 году в селе Рудня (ныне — Воробьёвский район Воронежской области). В 1915 году окончил церковно-приходскую школу в родном селе и в 1919 году — семилетку в Калаче. До призыва на срочную службу в Красную Армию работал секретарём сельсовета в родном селе.
В 1926—1928 годах проходил службу в Рабоче-крестьянской Красной Армии. Демобилизовавшись, проживал и работал на Северном Кавказе. С 1928 по 1934 года — коммерческий директор консервного завода в Грозном, с 1934 по 1936 года работал в райкоме партии в станице Слепцовской. С 1938 года проживал в Орджоникидзе в доме № 63 на улице Ленина. Служил в городском отделении милиции, отделе кадров Черменского консервного завода, управляющим делами райкома партии.
В октябре 1941 года Корнеев повторно был призван в армию. С июля 1942 года — на фронтах Великой Отечественной войны. Принимал участие в боях на Сталинградском, Донском, Юго-Западном и 3-м Украинском фронтах.
К октябрю 1943 года капитан Григорий Корнеев был заместителем по политической части командира 2-го стрелкового батальона 610-го стрелкового полка 203-й стрелковой дивизии 12-й армии 3-го Украинского фронта. Отличился во время битвы за Днепр. В ночь с 24 на 25 октября 1943 года Корнеев во главе десантной группы переправился через Днепр в районе Запорожья и захватил плацдарм на его западном берегу. Группа успешно отразила все немецкие контратаки, уничтожив большое количество солдат и офицеров противника.
Указом Президиума Верховного Совета СССР от 19 марта 1944 года за «умелое командование подразделением при форсировании Днепра, проявленные в боях отвагу и героизм» капитан Григорий Корнеев был удостоен высокого звания Героя Советского Союза. Орден Ленина и медаль «Золотая Звезда» он получить не успел, так как погиб в бою в ночь с 20 на 21 мая 1944 года у села Кошница Дубоссарского района Молдавской ССР. 
Летом 1985 года танк, в котором утонул Григорий Корнее, был поднят на берег. Останки погибшего экипажа, в том числе и Григория Корнеева были захоронены у подножия Кургана Славы в Дубоссарах (между пригородными сёлами Дзержинское и Дороцкое). В 1985 году на Кургане Славы в Дубоссорах был установлен танк, в котором служил Григорий Корнеев. 
Был также награждён медалью «За оборону Сталинграда». В честь Корнеева названы улицы во Владикавказе.
В Дубоссарах 5 мая 2010 года были открыты гранитные бюсты Героям Советского Союза, похороненным на Кургане Славы: Ивану Красикову, Григорию Корнееву, Ивану Шикунову, Николаю Алферьеву и Ивану Федосову (в честь них названы улицы в г. Дубоссары в непризнанной Приднестровской Молдавской Республике.